# 슬랩 샷
《슬랩 샷》(영어: Slap Shot)은 미국에서 제작된 조지 로이 힐 감독의 1977년 스포츠 코미디 영화이다. 폴 뉴먼 등이 출연하였고, 스티븐 J. 프리드먼 등이 제작에 참여하였다.

## 줄거리
가상의 펜실베이니아주 러스트 벨트 도시 찰스타운의 작은 마을에서 지역 제철소가 문을 닫으면서 만 명이 일시 해고될 예정인 가운데 마이너 리그 아이스하키팀 찰스타운 치프스의 선수 겸 감독 레지 던롭이 관심과 인기를 모으기 위해 폭력을 동반한 거친 전술을 구사한다.

## 출연진
- 폴 뉴먼 - 레지 던롭 역
- 스트로더 마틴 - 조 맥그래스 역
- 마이클 온트킨 - 네드 브레이든 역
- 제니퍼 워런 - 프랜신 던롭 역
- 린지 크라우스 - 릴리 브레이든 역
- 제리 하우저 - 데이브 “킬러” 칼슨 역
- 데이비드 핸슨 - 잭 핸슨 역
- 매슈 콜스 - 찰리 역
- 캐스린 워커 - 어니타 매케임브리지 역
- 멀린다 딜런 - 수잰 핸러핸 역
- M. 에밋 월시 - 디키 던 역
- 스우시 커츠 - 셜리 업턴 역
- 크리스토퍼 머니 - 토미 핸러핸 역
- 래리 블록 - 피터버러 심판 역
- 폴 둘리 - 하이애니스포트 장내 아나운서 역

## 기타 제작진
- 협력 제작: 로버트 크로퍼드 주니어
- 미술: 헨리 범스테드
- 의상: 톰 브론슨